# Ganutia
Ganutia és una vila al districte de Birbhum a la Bengala Occidental a la riba nord del riu Mor. Fou un centre de seda del districte. El 1901 tenia 407 habitants.

## Història
Una factoria anglesa es va establir al poble el 1786, per obra de Frushard, un mercader que s'havia compromès amb la Companyia Britànica de les Índies Orientals a proveir de seda a un preu convingut. Es va trobar amb força oposició al districte per part dels oficials locals que s'oposaven a la producció de seda a gran escala; els natius li carregaven alts preus per qualsevol producte i la companyia li donava el mínim i pagava amb retard. El 1790, proper a la ruïna, va haver de fer una crida al govern per ajudar-lo i el 1791 Lord Cornwallis va ordenar enviar els pagaments que se li devien i reduir els seus pagaments a la meitat. Llavors la factoria va començar a prosperar i la jungla a la rodalia de Ganutia fou eliminada per esdevenir terres de profit amb llogarets pròspers; Frushard va fundar després factories subsidiàries a la jungla del nord-est de Birbhum. L'edifici central, construït diverses vegades, va arribar a ser l'edifici principal del districte, i fou comprat més tard per una companyia anglesa amb seu a Calcuta. La factoria va arribar a tenir 2.400 treballadors i donava feina indirectament a quinze mil persones. A finals del segle xix quan la indústria de la seda va entrar en decadència, només hi treballaven unes 500 persones.